# Epipleoneura protostictoides
Epipleoneura protostictoides là loài chuồn chuồn trong họ Protoneuridae. Loài này được Fraser mô tả khoa học đầu tiên năm 1946.